# Ahua
Ahua là một chi nhện trong họ Agelenidae.